# Cantón de Chaumont-Norte
El cantón de Chaumont-Norte era una división administrativa francesa, que estaba situada en el departamento de Alto Marne y la región de Champaña-Ardenas.

## Composición
El cantón estaba formado por ocho comunas más una fracción de la comuna que le da su nombre:
- Brethenay
- Chamarandes-Choignes
- Chaumont (fracción)
- Condes
- Euffigneix
- Jonchery
- Laville-aux-Bois
- Riaucourt
- Treix

## Supresión del cantón de Chaumont-Norte
En aplicación del Decreto n.º 2014-163 de 17 de febrero de 2014, el cantón de Chaumont-Norte fue suprimido el 22 de marzo de 2015 y sus 9 comunas pasaron a formar parte; seis del nuevo cantón de Chaumont-1, dos del cantón de Chaumont-2 y la fracción de la comuna de Chaumont, repartido entre los nuevos cantones de su nombre.